# 鄧力群
鄧力群（1915年11月27日—2015年2月10日），原名邓声喈，湖南省桂东县人，中國共產黨理論家之一，中国共产党、中华人民共和国政治人物，原副国级领导人。邓力群早年参与一二九运动，毕业于北京大學經濟系。延安时期曾担任延安马列学院教务处处长、党总支副书记、中共中央研究局材料室主任。第二次国共内战时期，历任中共吉北地委宣传部部长、中共榆树中心县委副书记兼组织部部长、中共中央东北局财经委员会办公室副主任，1949年到新疆任中共中央在新疆三区的联络员。中华人民共和国成立后，任中共中央新疆分局宣传部部长、中共中央书记处办公室组长、红旗杂志社副总编辑。文化大革命时遭迫害，撥亂反正後主張修復破壞掉的計劃經濟體制，此后担任中共第十二屆中央书记处書記、中央宣传部部長及十三屆中央顾问委员会委員，因其抗拒改革開放方針，成為党內保守派標誌性人物，1987年胡耀邦下台後在保守派元老支持下，曾是最有力和赵紫阳競爭总书记人選。

## 生平

### 早年
1929年至1931年，邓力群就读于长沙兑泽中学。1935年，到北平就读于汇文中学，在一二九运动中任北平學生聯合會執行委員。1936年9月，考入北京大學經濟系，同年1月加入中国共青团、4月加入中国共产党，历任北平学生联合会执委会委员、中华民族解放先锋队总队组织部部长、中共北平东城区委干事等职。
1937年4月，赴延安，进入中共中央党校学习和工作，任中央党校教务处秘书、教员。1938年5月，被选派到延安马列学院，先后担任学院教务处处长、院党总支副书记。1941年9月，调任中共中央调查研究局政治研究室政治组组长，其间参加了延安整风运动。1944年7月，任中共中央研究局材料室主任。抗日战争结束后，率领十几名干部，1945年10月24日从延安出发赴东北，1946年2月抵达舒兰县。任中共吉北地委宣传部部长，1946年4月调任中共榆树中心县委副书记兼组织部部长。1948年8月，东北局组织部长兼东北财经委员会副主任张闻天提议，调邓力群任东北局财经委员会办公室副主任，协助张闻天搞接管城市、恢复发展经济的研究工作，协助张闻天起草了一些东北农村经济组织的文件。

### 新疆生涯
1949年6月初，被中共中央调至北京。7月随刘少奇秘密访问苏联。不久，任中共中央在新疆三区的联络员，促成新疆政权（新疆政府主席包爾漢與新疆警備司令陶峙岳将军）的和平过渡。随后担任中共中央新疆分局常委、秘书长、宣传部部长、青委书记，新疆日报社社长，新疆省人民政府文化教育委员会主任等职。
当时王震担任中共新疆分局第一书记。王震和邓力群在新疆的剿匪、平叛、土改、镇反中非常积极。他们对农牧主大搞清算，对当地宗教首领大搞镇反的疯狂行为在新疆地区搞得怨声载道，中共中央西北局发现问题后，政治委員习仲勋立即要求新疆分局停止牧区“镇反”。以王震和邓力群为首的中共中央新疆分局却认为牧区“镇反”理由充分，西北局不了解新疆的实际情况。双方矛盾激化后，毛泽东安排习仲勋亲自前往新疆指导工作，随即也撤换了王震和邓力群在新疆的职务。

### 进入中央
1952年10月至1958年4月，他返回中央，担任中共中央办公厅一办、中共中央书记处办公室组长。1958年6月，调任红旗杂志社常务编委、秘书长，1959年6月至1966年5月，任红旗副总编辑兼秘书长，列席中央书记处会议。1955年，参与中国第一个五年计划起草。之后协助刘少奇，起草《农村人民公社工作条例（草案）》（简称“农业六十条”）和《国营工业企业工作条例（草案）》（简称“工业七十条”）等重要文件。1964年10月被陈伯达安排带领红旗杂志社40多人到京东通县宋庄公社翟里大队搞“四清”，当时通县“四清”工作队总共2万多人，来自北京市直与中央机关。1965年1月中央“二十三条”下达后，通县四清草草收场，邓力群无工作可做，到东北考察城市“四清”，又调任广西桂林地委副书记去搞农村四清。
文化大革命初期，被揪回《红旗》杂志社隔离审查，陳伯達把邓打為“刘邓司令部”在《红旗》的代理人，是刘少奇安插到《红旗》的，“帮助刘少奇篡党夺权”，与另外2位副总编辑范若愚、胡绳都被打为“走资本主义道路的当权派”。1969年夏天随红旗杂志社大部分编校人员下放石家莊滹沱河畔的北高基村附近的五七幹校劳动，种水稻、养猪。邓力群自己总结在五七干校的“两大收获”：一是干体力劳动，身体变好，几种慢性基础疾病不治而愈，为后来百岁高寿奠定基础；二是五年半坚持不懈每天读书3小时，读完了从北京带去的《马恩全集》《列宁全集》《鲁迅全集》《二十四史》等320余种，并写作了《学习<论持久战>哲学笔记》1990年由人民出版社出版。1974年4月復出。1975年7月初調往国务院政治研究室，参与《科学院工作汇报提纲》、《关于加快工业发展的若干问题》（简称“工业二十条”）和《论全党全国各项工作的总纲》（“论总纲”）等文件起草，而四人帮随后称之为“三株大毒草”、“右倾翻案风”纲领，邓力群再次被批斗。对四人帮批斗“大毒草”《论总纲》，邓力群说这篇文章的每个观点、每句话、每个提法，都由他个人负完全责任，其他人不负任何责任。邓小平后来说，“批邓、反击右倾翻案风”一个半人顶住了，半个刘仰峤，一个邓力群。
文化大革命结束后，邓小平于1977年再次复出，任国务院副总理，其主要顾问为胡乔木、于光远、邓力群。其中，邓力群思想保守，与同为社科院副院长，但主张加大改革力度的于光远时有意见冲突。
邓力群于1977年6月担任国务院财贸小组副组长。1977年11月，组建中国社会科学院，首任院长胡乔木邀请邓力群兼任常务副院长主持日常工作。1979年1月至1982年4月，任中共中央办公厅副主任兼中央办公厅研究室主任。1980年2月，十一届五中全会决定恢复设立中央书记处，中办研究室改为中共中央书记处研究室继续担任主任，同时任中办副主任、中国社会科学院副院长，与胡乔木等组织起草《关于建国以来党的若干历史问题的决议》。1982年4月，任中共中央宣传部部长。1982年9月，任中共中央书记处书记，分管中国共产党宣传思想文化工作。1983年10月至1987年夏，任中央整党工作指导委员会委员，参与整党工作。1985年7月，不再担任中共中央宣传部部长。
1987年中共十三大后，邓力群不再担任中共中央书记处书记，退出一线工作。

### 晚年
1987年，胡耀邦被迫辞职后，邓小平提议由赵紫阳代理总书记，但以陈云、李先念、王震等人为首的保守派屬意邓力群，王震四处活动支持邓力群，甚至当面劝赵紫阳不要当总书记。赵紫阳原本没有当总书记的意愿，更愿意在总理职位上继续经济改革，但保守派的活动引起赵紫阳警觉。同時邓力群私下串联想当总书记的事被李锐知道後，遭到李锐極力反對。李銳立即給鲍彤写了一封信，表示邓力群抵制改革开放的方针，思想上坚持左倾教条主义，空谈共产主义理想；此外李锐提到邓力群在延安時和自己前妻范元甄有不正當關係。鲍彤將這封信送到赵紫阳手中，赵紫阳再將信转交给邓小平。赵紫阳還告訴鄧小平，邓力群曾經提出“第二次拨乱反正”。最终邓小平決定讓赵紫阳代理总书记。而由于他在胡耀邦下台中扮演了罗列罪状的角色，以及他在1987年中共十三大上，积极坚持反改革开放主张，致使党内对他评价极差。在中央委员差额选举中落选，紧接着，又在中顾委常委选举中落选，仅当选中顾委委员，最终被迫退居二线。对于连续败选结果，邓力群在回忆录中说对他有刺激。
1990年以后，邓力群任中央党史工作领导小组副组长，组建当代中国研究所，主持编撰《当代中国》丛书和《中华人民共和国史稿》。1990年“姓社姓资”争论爆发。1991年6月15日，《人民日报》发表邓力群的长文《坚持人民民主专政，反对和防止和平演变》，重祭阶级斗争立场，此后他接连撰写文章批评改革开放，率领《高校理论战线》、《求是》、《光明日报》等报刊，与改革派领导的《解放日报》“皇甫平”（由上海市委书记朱镕基领导）相互攻击。最终在1992年1月邓小平出面南巡，并发布“南方谈话”，促使改革开放重新步入正常轨道，朱镕基也在同年进入中共中央政治局常委会，而当时仅担任中顾委委员的邓力群则在1992年中共十四大撤销中顾委后彻底退出政坛；2001年鄧力群又公開批評江澤民允許企業家入黨。
晚年帮助《毛泽东读社会主义政治经济学批注和谈话》内部出版，有《邓力群国史讲谈录》内部出版。支持《中流》和《真理的追求》、《文艺理论与批评》。
2015年2月10日16时56分因病医治无效，在北京逝世，享年100岁（满99周岁）。2月17日上午，习近平率全体政治局常委及其他领导人参加了他的告别仪式，時評人高新回憶，习仲勋與鄧力群曾角力多年，此事說明习近平的思維與他的父親很不相同。

## 家庭
兄长为邓飞黄，曾任湖南省政府委员兼民政厅厅长。
夫人為羅立韻（原名羅真理），曾任文化部直属机关纪委书记。
- 儿子鄧英淘，曾任中国社会科学院农村发展研究所副所长，中国生态经济学会常务理事，中国农村金融研究会理事，中国社科院经济文化研究中心主任[10]。
- 女儿罗小韵，随母姓，1953年生，曾拍摄“四五运动”；丈夫杜鹰，国家发改委副主任、后任中央新疆办副主任[11]。

## 評價

### 中共官方
邓力群逝世后，官方讣告称他为：“中国共产党的优秀党员，久经考验的忠诚的共产主义战士，无产阶级革命家，我党思想理论宣传战线的杰出领导人，马克思主义理论家”。

### 其他人士
邓力群長期在「宣傳思想戰線」工作多年，主張堅守文革前十七年的毛澤東思想，反對改革派的「走資」路線，坚持对少数民族政策上有所限制，外界稱他為中國大陸政壇「左王」。
被認為是間接導致1987年1月胡耀邦下台的另一股影響勢力（胡的下台涉及1987年1月10至15日在北京的「民主生活會」對胡抨擊的言論），但胡耀邦與趙紫陽兩人逝世的告別式，他亦到場致祭。邓力群自视为“胡耀邦反对派”，并积极参与了威逼胡耀邦下台的行动。1988年11月，邓力群在长沙要求见胡耀邦，虽然在此前一年党内生活会上，他罗列大量“罪状”，系统地批判胡，但胡还是欢迎了他，并同他谈了两个多钟头。事后邓力群十分感慨地说：“我没有想到他并不介意以前的摩擦。”并说他们的谈话“感情是真诚的，气氛是融洽的”，使他有“度尽劫波兄弟在，相逢一笑泯恩仇”的感觉。邓力群又称胡在民族政策上闯了乱子，对民族地区的民族分裂主义危险认识不够，造成西藏和新疆的局势不稳。
李锐认为邓力群品质不好又保守僵化。
章立凡评论：“邓力群的谢幕结束了一个时代，僵化的官方理论界已失去创造力，再也无法产生像他这样的重量级理论大腕了。”
高瑜认为邓力群在退休后撰写的《十二个春秋》空前绝后美化自己、丑化胡耀邦和赵紫阳，把自己写成中国前十年改革开放起决策作用的人。并说他有“左王”、“老庆”之称，“老慶”取自“慶父不死，魯難未已。”（《左傳·閔公元年》）

## 其他
- 据李南央回忆，1943年延安整风运动期间搞抢救运动时，其父李锐作为特务嫌疑被关在保安处，其母范元甄也在被抢救之列。当时已婚的邓力群是政治研究室组织上派去审查、抢救范元甄的，结果两人睡到一起，并且被邓的妻子当场发现。1944年6月，被从保安处放出的李锐得知后与范离婚，事情传开后造成不良影响，组织上只好出面干涉，把范元甄下放到桥儿沟乡去当乡文书。邓力群居然追到那里，冒充丈夫，又与其同居了一个星期[21]。后李、范二人复婚，杨尚昆代表组织作结论时认为双方都有责任，主要责任在邓力群[22]。
- 高尔泰称，1980年代初，时任社科院副院长邓力群做大会报告，称“首长们为革命做了那么多的贡献，难道不应当照顾一下吗？”[23]
- 胡平称，邓力群在中宣部部长任上封禁了许多作品，以清理精神文明污染为借口打压了很多所谓的自由主义知识分子。但他退休后写的一部自传《十二個春秋》却也被共產黨封禁，最后转到在他一直批判的资本主义制度的香港才得以出版。[24]
- 邓力群回忆三年困难时期这段历史说：（1960年初）“李先念同志也去了。回来讲，他去过的村庄，妇女没有一个不穿白鞋的。怎么造成这样一种情况的？是高指标、高估产、高征购，严重的浮夸，征了过头粮。还有特别厉害的一条是，没有饭吃了，村子里能够吃的、能够找到的都吃光了，为了保住他那个浮夸，竟不让逃荒，让民兵把着。这里没有饭吃，到别的地方去逃荒，历史上哪朝哪代都是这个办法，解放以后遇到大灾大荒之年也都是这个办法，不让逃荒，强迫命令，把本来可以活下来的人饿死了。”[25]

## 著作
- 《访日归来的思索》，邓力群、马洪、孙尚清、吴家骏合著，中国社会科学出版社，1979年10月初版
- 《我为少奇同志说些话》，当代中国出版社，1998年10月初版，ISBN 9787800927720；2016年再版，ISBN 9787515406589。

文集
- 《延安整风以后》1944-1952年的文集，1998年4月当代中国出版社
- 《鄧力群文集》共三卷，1975-1982年的文集，當代中國出版社1998年12月初版，
  - 第一卷（1975-1982）ISBN 978-7-80092-708-9、
  - 第二卷（1982-1985）ISBN 978-7-80092-753-9、
  - 第三卷（1985-1992）ISBN 978-7-80092-754-6

回忆录
- 《鄧力群自述——十二個春秋》（1975-1987），2005年4月以当代中国研究所名義在中國大陸少量內部印行，香港大風出版社2006年3月初版，ISBN 978-988-98078-5-6
- 《邓力群自述（1915-1974）》（六十个春秋），2015年人民出版社，ISBN 9787010151489

## 纪念
- 邓力群旧居是一栋历史悠久的古民居，坐落于湖南桂东县西南部流源乡山口上，始建于清朝乾隆27年左右，逾今已有近300年历史。该房屋为砖木结构，青砖瓦屋，占地约5亩，有大小房间20余间，具有典型江南民居特点。建筑气势磅礴、建筑手法细腻。现在为红色旅游景点和爱国主义教育基地。[26][27]